# Xã Burr Oak, Quận Jewell, Kansas
Xã Burr Oak (tiếng Anh: Burr Oak Township) là một xã thuộc quận Jewell, tiểu bang Kansas, Hoa Kỳ. Năm 2010, dân số của xã này là 226 người.